# Áspisvipera
Az áspisvipera (Vipera aspis) a hüllők (Reptilia) osztályának pikkelyes hüllők (Squamata) rendjébe, ezen belül a viperafélék (Viperidae) családjába tartozó faj.

## Előfordulása
Az áspisvipera Európában, Franciaországban, Andorrában, Spanyolország északnyugati részén, Németország délnyugati részén, Svájc, Monaco, Olaszország, San Marino, Szlovénia területén, Elba és Szicília szigetén honos.

## Megjelenése
Átlagos testhossza 60–65 centiméter. A hím maximum 85 centiméteres, a nőstény 75 centiméteres lehet. Az áspisvipera közepesen nagy méretű vipera. Feje a nyaktól határozottan elkülönül, és háromszögletűnek tűnik, szeme sárga vagy barnás, pupillája függőlegesen hasított, arcorra enyhén felfelé ívelt, pikkelyei éles középgerincet viselnek, farka rövid. Testének alapszíne világosszürke, szürkésbarna, sárgásbarna vagy téglavörös lehet. Rajzolatát többnyire sötét harántsávok alkotják, de olykor cikcakkos vagy hullámos szalag húzódik végig a hátán, amely többször megszakad, vagy különálló foltokká oldódik. Farka alul citromsárga.

## Életmódja
Az áspisvipera mindenekelőtt a száraz, napos biotópokat: cserjékkel benőtt rézsűket, sziklás hegyoldalakat kedveli. Helyenként 3000 méter magasságig felhatol. A kígyó főképpen kisemlősöket, különösen egereket zsákmányol.

## Szaporodása
3 évesen válik ivaréretté. Áprilisban szokott párosodni, 4 hónap múlva a nőstény 8–15 darab, 20 centiméter hosszúságú utódot hoz a világra.